# Cauchemarrant

Cauchemarrant est une série de bande dessinée d'André Franquin sortie en 1979.

## Historique
Cette série compile les monstres que Franquin aimait s'amuser à dessiner et publié dans le fanzine Schtroumpf !. Sortie une première fois en 1979 aux éditions Bédérama à 5 000 exemplaires vendus rapidement. Une nouvelle édition ressort en 1981 avec une nouvelle couverture et 40 monstres de plus, malgré un succès commercial la maison d'édition fera faillite. Quelques années plus tard Franquin dessine avec l'aide d'Yvan Delporte des nouveaux monstres pour la nouvelle formule du journal de Spirou, destinée à une publication régulière sous le titre Un monstre par semaine elle ne fera finalement qu'une trentaine de semaines entre octobre 1988 et août 1989. En 2005, Marsu Productions publie l'intégralité des monstres en un album, auparavant la même maison d'édition avait proposé 2 albums sous le titre Monstres de Franquin.